# Lucas Meijs
Lucas C.P.M. Meijs (1963) is een Nederlands hoogleraar Volunteering, Civil Society and Businesses aan de vakgroep Business-Society Management aan de Rotterdam School of Management, Erasmus University en professor Strategic Philanthropy bij het Erasmus Centre for Strategic Philanthropy.
Tevens is Lucas Meijs sinds juli 2010 hoofdredacteur van Nonprofit and Voluntary Sector Quarterly, het wetenschappelijk tijdschrift van the Association for Research on Nonprofit Organizations and Voluntary Action (ARNOVA).

## Academische loopbaan
Lucas Meijs studeerde bedrijfskunde aan de Erasmus Universiteit Rotterdam en promoveerde in 1997 tot doctor in de bedrijfskunde met het proefschrift getiteld Management van vrijwilligersorganisaties. In 2003 werd hij benoemd tot hoogleraar Volunteering, Civil Society and Businesses aan de vakgroep Business-Society Management van de faculteit bedrijfskunde aan de Erasmus Universiteit Rotterdam. In deze hoedanigheid richt hij zich op vrijwilligersmanagement, het managen van non-profitorganisaties en maatschappelijk betrokken ondernemen, met name samenwerking tussen bedrijven en nonprofit organisaties en werknemersvrijwilligerswerk. In 2010 werd Lucas Meijs benoemd voor een 2e leerstoel en is nu ook hoogleraar van Strategic Philanthropy aan het Erasmus Centre for Strategic Philanthropy.
Aan de Rotterdam School of Management (RSM), Erasmus University doceert Lucas Meijs verschillende vakken. Op bachelor-niveau doceert hij Service Learning, Strategic Philanthropy en Social Entrepreneurship. Daarnaast doceert hij op master-niveau een keuzevak over het managen van non-profits en verschillende vakken over de relatie tussen het bedrijfsleven en non-profits.
Lucas Meijs was in de zomer van 1999 gastdocent aan de vakgroep Political Science and the School of Social Work van de Universiteit van Georgia, Amerika. Verder was hij, in 2003, gast-onderzoeker aan het Centre of Philanthropy and Nonprofit Studies aan de Faculty of Business van de Queensland University of Technology in Brisbane, Australië.
Sinds juli 2010 is Lucas Meijs, als eerste niet-Amerikaan, benoemd tot hoofdredacteur van Nonprofit and Voluntary Sector Quarterly, het wetenschappelijk tijdschrift van the Association for Research on Nonprofit Organizations and Voluntary Action (ARNOVA). Deze functie deelt hij met Femida Handy van de universiteit van Pennsylvania en Jeffrey L. Brudney van Cleveland State University.
Onderzoek van Lucas Meijs is gericht op zaken omtrent strategische filantropie, management van vrijwilligers, management van non-profits, maatschappelijk verantwoord ondernemen (met name partnerschappen en werknemersvrijwilligerswerk), behouden van vrijwillige energie, vrijwilligerswerk door studenten en ontwikkeling door middel van vrijwilligerswerk.
Hij is onder andere lid van het Comité van aanbeveling van Stichting Weeshuis Sri Lanka.

## Publicaties
- Handy, F., Hustinx, L., Kang, C., Cnaan, R.A., Brudney, J.L., Haski-Leventhal, D., Holmes, C., Kassam, M., Meijs, L.C.P.M., Ranade, B., Yamauchi, N, Yeung, A.B. & Zrinscak, S. (2010). A cross cultural examination of students volunteering. Is it all about resume building? Nonprofit and Voluntary Sector Quarterly, 39: 498-523.
- Haski-Leventhal, D., Meijs, L.C.P.M. & Hustinx, L. (2010). The Third Party Model: Enhancing volunteering through governments, corporations and educational institutes. Journal of Social Policy.
- Haski-Leventhal, D., Gronlund, H., Holmes, K., Meijs, L.C.P.M., Cnaan, R.A., Handy, F., Brudney, J.L., Hustinx, L., Kang, C., Kassam, M., Pessi, A., Ranade, B., Smith, K., Yamauchi, N & Zrinscak, S. (2010). Service learning: findings from a 14 nations study. Journal of Nonprofit and Public Sector Marketing.
- Meijs, L.C.P.M., Tschirhart, M., Ten Hoorn, E.M., and Brudney, J.L. (2009). Effect of design elements for corporate volunteers on volunteerability. The International Journal of Volunteer Administration, 26 (1): 23-32.
- Brudney, J.L. & Meijs, L.C.P.M. (2009). It ain't natural: toward a new (natural) resource conceptualization for volunteer management. Nonprofit and Voluntary Sector Quarterly, 38: 564-581.
- Meijs, L.C.P.M., Tschirhart, M., Ten Hoorn, E.M. & Brudney, J.L. (2009). The Effects of Corporate Volunteering on Volunteerability. The International Journal of Volunteer Administration, 26(1): 23-32.
- Voort, J.M. van der, Glac, K. & Meijs, L.C.P.M. (2009). Managing Corporate Community Involvement. Journal of Business Ethics, 90: 311-329.
- Haski-Leventhal, D., Cnaan, R.A., Handy, F., Brudney, J.L., Holmes, K., Hustinx, L., Kang, C., Kassam, M., Meijs, L.C.P.M., Ranade, B., Yamauchi, N, Yeung, A.B. & Zrinscak, S. (2008). Students Vocational Choices and Voluntary Action: A 12 Nation Study. Voluntas, 19: 1-21.
- Meijs, L.C.P.M. (2007) Torn Between Two Sectors: Government or Business? The International Journal of Volunteer Administration, 24 (3): 50-53.
- Meijs, L.C.P.M., & Brudney, J. L. (2007). Winning volunteer scenarios: The soul of a new machine. The International Journal of Volunteer Administration, 24(6): 68-79.
- Meijs, L.C.P.M., Ten Hoorn, E.M. & Brudney, J.L. (2007). Improving Societal Use of Human Resources: From Employability to Volunteerability. Voluntary Action, 8(2): 36-54.
- Meijs, L.C.P.M., Ten Hoorn, E.M. & Brudley, J.L. (2007). "The other side of the coin": What do Business Schools Teach the Typical Business Undergraduates About the Nonprofit Sector? A Case Study From the Netherlands. Nonprofit and Voluntary Sector Quarterly, 36(4 (supplement)): 80-98.
- Meijs, L.C.P.M. & Hoogstad, E. (2001). New ways of managing volunteers: combining membership management and programme management. Voluntary Action, 3(3): 41-61.
- Handy, F., Cnaan, R. A., Brudney, J. L., Ascoli, U., Meijs, L. C. M. P., & Ranade, S. (2000). Public perception of "Who is a volunteer": An examination of the net-cost approach from a cross-cultural perspective. Voluntas, 11(1): 45-65.
- Meijs, L.C.P.M. (1998). Balloons and organizational change (a training design). Journal of Volunteer Administration, 16 (4): 11-13.
- Meijs, L.C.P.M. (1996). Management is not always the right word. Journal of Volunteer Administration, 14 (3): 25-31.